# Ozero Beloje (sjö i Belarus, Hrodnas voblast)
Ozero Beloje (ryska: Озеро Белое) är en sjö i Belarus.   Den ligger i voblasten Hrodna voblast, i den nordvästra delen av landet, 140 km nordväst om huvudstaden Minsk. Ozero Beloje ligger 128 meter över havet. Arean är 0,11 kvadratkilometer.
I omgivningarna runt Ozero Beloje växer i huvudsak blandskog. Runt Ozero Beloje är det glesbefolkat, med 18 invånare per kvadratkilometer.